# Teluk Merbau (Kubu)
Teluk Merbau is een bestuurslaag in het regentschap Rokan Hilir van de provincie Riau, Indonesië. Teluk Merbau telt 2634 inwoners (volkstelling 2010).